# Sylvia sarda

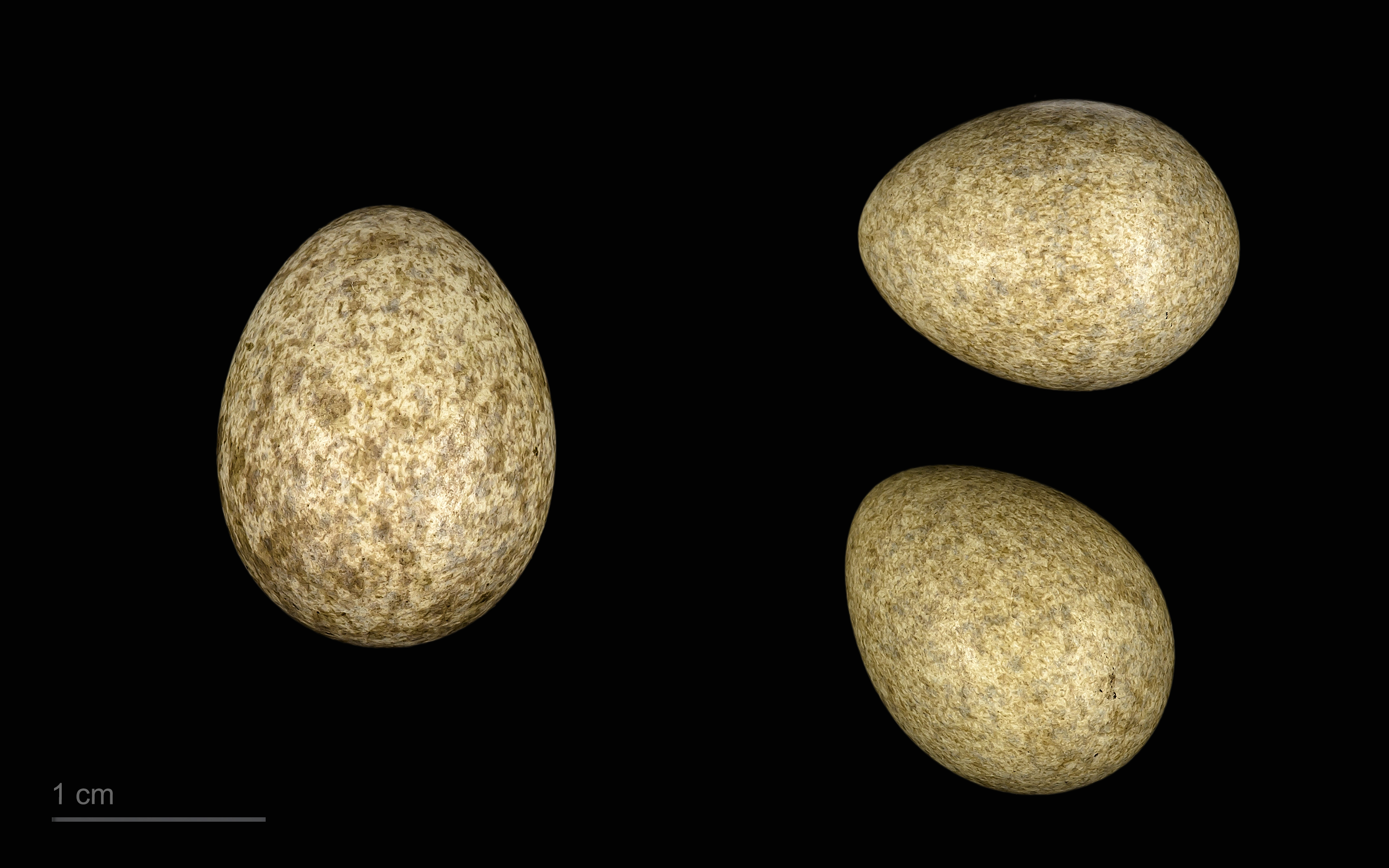
Cuculus canorus canorus en un nido de Sylvia sarda - MHNT

La curruca sarda (Sylvia sarda) es una especie de ave paseriforme del género Sylvia dentro de la familia Sylviidae. 

## Descripción
Con 12'5 cm de lonquitud, constituye una pequeña curruca de larga cola (sobre todo la subespecie balearica). De apariencia similar a la curruca rabilarga (Sylvia undata). Sus alas son cortas y redondeadas, sus patas anaranjadas de un tono pálido en los adultos y pardo oscuro en los ejemplares inmaduros.

## Distribución
Se localiza y reproduce básicamente en las islas mediterráneas, incluyendo Córcega, Cerdeña, Montecristo, Giannutri, Pantelaria, y en otras islas menores. En las Islas Baleares se localiza la subespecie Sylvia sarda balearica o curruca balear. 

### Movimientos migratorios
Sus desplazamientos migratorios son postnupciales, migrando durante el invierno parte de la población al norte de África.

## Hábitat
Habita en zonas arbustivas con matorral y cobertura vegetal baja, desarrollándose en el sotobosque, donde la maleza pueda servirle para ocultarse. Suelen evitar zonas de bosque con vegetación arbórea alta.